# Moenkhausia atahualpiana
Moenkhausia atahualpiana är en fiskart som först beskrevs av Fowler, 1907.  Moenkhausia atahualpiana ingår i släktet Moenkhausia och familjen Characidae. Inga underarter finns listade i Catalogue of Life.